# Tenrai Ryūshin Azuma

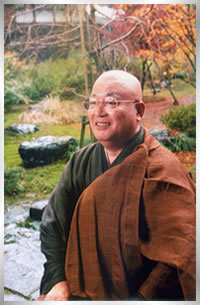
Il maestro zen Tenrai Azuma

Il maestro zen Tenrai Ryūshin Azuma 天籟 東 隆眞 老師 (Kyoto, 1935 - Kanazawa, 17 maggio 2022) è stato il 72º abate del monastero Sōtō Zen Tōkōzan Daijoji  a Kanazawa, Prefettura di Hishikawa, in Giappone. È uno tra maestri Zen più influenti in Giappone che si sia interessato nel diffondere lo Zen in Occidente.
È membro del Consiglio del monastero di Sōjiji, uno dei due templi principali della scuola Sōtō-shu.
All'interno della gerarchia Soto, il maestro Azuma ricopre la carica di Gōndai Kyōsei, il penultimo grado nella gerarchia Sōtō-shū,  e riservato a 30 maestri all'interno dell'organizzazione Soto e inferiore solamente al grado di Zenji, titolo riservato all'abate dei due monasteri principali di Eiheiji e di Sōjiji. 
È stato Rettore dell'Università Femminile di Buddismo di Komazawa di cui adesso è Professore Emerito, Presidente della Associazione Sanzendōjō della Sōtō-shū e presidente, dal 1996 al 2002, dell'Associazione Giapponese per Studi Buddisti: “Nihon Bukkyōgakkai”.
È noto in Giappone come uno dei maggiori studiosi del testo fondamentale della scuola Sōtō Zen, lo Shōbōgenzō di Eihei Dōgen 永平道元禅師 e delle opere di Keizan Jōkin zenji 瑩山紹瑾禅師, co-fondatore della scuola Sōtō Zen giapponese. In entrambi i suoi ruoli di autorità religiosa ed accademica, il maestro Tenrai Ryūshin Azuma è autore di più di 100 pubblicazioni tra libri e testi su riviste di Buddismo, circa 500 conferenze, diversi interventi in trasmissioni radio e televisive a diffusione nazionale, e la partecipazione a centinaia di dibattiti.
Nel settembre 2004, il maestro Azuma autorizza la sua discepola Anna Maria Iten Shinnyo Marradi a fondare a Firenze il Tempio Shinnyoji come "Daijōji Italia Betsuin", Sede italiana del monastero Tōkōzan Daijōji 大乗寺1di Kanazawa, diffondendo il suo lignaggio anche in Europa, in un programma di estensione del sangha di Daijoji in una rete internazionale di monasteri afferenti, facendo riconoscere così il monastero fondato da Tettsu Gikai come Sekai Zen Senta o WZC, - World Zen Center - Centro Internazionale di Zen.

## Biografia
Tenrai Ryūshin Azuma rōshi nasce Kyotango nella Prefettura di Kyoto il 19 dicembre 1935 in un tempio della Scuola Shingon, ma dal 1954 al 1955 si converte al buddismo Zen e pratica come monaco zen nel Monastero di Sōjiji. Parallelamente al proprio percorso monastico nella grande istituzione Soto, nel 1960 consegue la laurea in Studi Buddisti Zen nella Facoltà di Buddismo nell'Università di Komazawa sotto la guida del prof. Kōkan Ogawa e il prof. rev. Genryū Kagamishima.
Dopo quasi nove anni di pratica Zen, il maestro Tenrai Ryūshin riceve lo Shihō,Trasmissione del Dharma, dal suo maestro rev. Ryūtan Matsumoto Rōshi, 68º abate del monastero Tōkōzan Daijōji di Kanazawa, essendo stato allievo del rev. Genshū Watanabe, l'abate precedente.
Poco tempo dopo,nel 1965, pubblica il proprio primo studio sull'opera del maestro Keizan Jokin, gli "Studi sul Kanjin-in hon Denkōroku" e a seguire moltissimi libri su temi buddisti. Questo studio segna l'inizio di una carriera di autore particolarmente prolifica, che va dalle prime ricerche sui testi dei due fondatori della scuola Soto, negli anni Settanta, a testi più generici di formazione buddista, tra gli anni Ottanta e i primi anni Duemila, a saggi fondati sui rapporti tra religione buddista e società moderna, pubblicati dal 2000 al 2017.
Il suo percorso accademico e spirituale gli ha guadagnato diversi riconoscimenti, come il premio dell'Associazione di Studi Buddisti Indiani in Giappone Nihon Indogaku Bukkyōgakkai, nel 1969, associazione di cui diventerà presidente dal 1996 al 2002  . Nel 1995, il maestro Azuma si vedrà assegnato dalla prefettura di Tokyo il premio "Tokyo to Korosha kyoiku bumon", conferito a coloro che hanno dedicato la loro vita alla formazione dei giovani.
La sua carriera spirituale e accademica vede il suo culmine con la sua nomina, dal 1995 al 2002 ricopre la carica di Rettore dell'Università Femminile di Buddismo di Komazawa, di cui attualmente è Professore Emerito; nel 2001, diviene membro del consiglio direttivo dell'Università di Komazawa; nel 2002 riceve la carica di 72º abate del monastero Tōkōzan Daijōji di Kanazawa.
Sotto la sua guida, la sua tutela del monastero Daijoji si sarebbe estesa all'Associazione Sanzendōjō cui appartengono più di settecento templi Sōtō Zen in Giappone, di cui diverrà presidente nel 2008.
Il suo ruolo di grande autorità della scuola Soto porta il maestro Tenrai Azuma a compiere diversi viaggi per la diffusione del Dharma: dal 2014 al 2016 viaggia in Cina, Taiwan, e Olanda per dare “Seppō”, “Insegnamenti di Dharma”, come Fondatore del Sekai Zen Senta e tra il 2018 e il 2019 partecipa a due forum internazionali dei leader religiosi a Baku, in Azerbaigian.